# Heteroleius longissimus
Heteroleius longissimus är en kvalsterart som beskrevs av Balogh och Sandór Mahunka 1966. Heteroleius longissimus ingår i släktet Heteroleius och familjen Hemileiidae. Inga underarter finns listade i Catalogue of Life.